# 朱尔·让纳内
朱尔·让纳内（法語：Jules Jeanneney，1864年7月6日—1957年4月27日），是一位法国激进社会党政治家、律师和法学家。他在1932年至1940年担任法国参议院议长，期间经历了第二次世界大战；让纳内曾反对菲利普·贝当元帅的掌权，他在1942年德意轴心国发起安东行动后便加入了法国抵抗运动。1944年，让纳内参加了夏尔·戴高乐将军领导的临时政府，他于1957年4月27日在巴黎逝世，享年92岁。

## 延伸阅读
- Lebovics, Herman, , , Cornell University Press: 12ff, 1994, ISBN 0-8014-8193-7